# Big Brother Bluff
Pour les articles homonymes, voir Big Brother.
Le Big Brother Bluff est un sommet constituant le point culminant de la chaîne USARP dans la chaîne Transantarctique à 2 840 m d'altitude, dans la terre de Oates, en Antarctique.
Ce sommet de granite angulaire se trouve en bordure occidentale du chaînon Daniels (en) et à 10 km au nord du mont Burnham (en).
Il est nommé par l'équipe nord de la New Zealand Geological Survey Antarctic Expedition (NZGSAE) en 1963-1964, car il est bien visible au nord et à de nombreux endroits sur le glacier Rennick. Son nom est donc une référence à la célèbre phrase de George Orwell dans 1984 : « Big Brother vous surveille ».